# Liste von Denkmälern für Frauen in Niedersachsen
Die Liste von Denkmälern für Frauen in Niedersachsen gibt einen Überblick über Denkmäler im engeren Sinne, also über Bauwerke, Skulpturen, Plastiken und dergleichen, die in Niedersachsen an bestimmte Frauen oder Frauengruppen erinnern.

## Listendefinition
Die Liste enthält Denkmäler im engeren Sinne, die historisch belegten oder real existierenden Frauen gewidmet sind und ihren Standort in Niedersachsen haben. Nicht berücksichtigt sind fiktive Personen und nicht persönlich bestimmbare Persönlichkeiten, die stellvertretend für eine größere Frauengruppe stehen.
Die Seite enthält nicht:
- Kunstwerke, die nicht dem Gedenken an bestimmte, namentlich genannte Frauen oder Frauengruppen dienen
- Gedenktafeln, Informationstafeln oder Grabmale
- Gedenksteine, die von Familien und Freunden für die persönliche Erinnerung aufgestellt wurden
- Stolpersteine
- Skulpturen biblischer Gestalten, wie z. B. Maria
- Skulpturen oder Objekte, bei denen kein Kontext eines dauerhaften öffentlichen Gedenkens ermittelbar ist

## Standorte und Beschreibung
| Person | Lebensdaten                                                        | Erlangte Bekanntheit | Denkmal seit / Material                                      | Denkmal von | Standort                                                             | Bild            | Bemerkungen |
| --- | ------------------------------------------------------------------ | --- | ------------------------------------------------------------ | --- | -------------------------------------------------------------------- | --------------- | --- |
| Roswitha von Gandersheim Q170248 | * um 935; † 1002                                                   | Erste deutsche Dichterin | 1978 Bronze/Stein                                            | Siegfried Zimmermann | Abtei des Stiftes Gandersheim Lage                                   |                 | Im 20. Jh. von Frauenbewegung als Vorbild für Kulturschaffende entdeckt |
| Beatrix von Walpurgis | † 1262                                                             | Begründerin des Zisterzienser Nonnenklosters in Lilienthal | 1982 Oberkircher Sandstein                                   | Ingeborg Ahner-Siese | Kirchhof des Klosters Lilienthal Lage                                |                 | |
| Katharina von Siena Q229190 | * 1347 in Siena - † 1380 in Rom                                    | Mystikerin, aufgrund ihrer Schriften zur Kirchenlehrerin erhoben, 1461 heiliggesprochen                                                                                          | 1970 /Stein                                                  | Joseph Krautwald | Marktplatz Lindern Lage                                              | Bild gesucht BW | |
| Foelke Kampana Q546969 | * um 1355 in Hinte - † zwischen 1417/1419                          | Erlangte Bekanntheit wegen ihrer angebl. Grausamkeit | 18. Jh. /Sandstein                                           | KünstlerIn unbekannt, vermutlich Bremer Werkstatt                                                                          | Wasserschloss Dornum Lage                                            |                 | |
| Anna von Nassau-Dillenburg Q90978 | * um 1441; † 1513 in Celle                                         | Durch Heirat Herzogin von Braunschweig-Lüneburg; Schloss in Lüchow diente ihr als Witwensitz                                                                                     | Doppelporträt cf. folgende Stahlskulptur                     | Doppelporträt von Waldemar Nottbohm Doppelporträt in Stahl                                                                 | Amtsgarten am Schloss Lüchow Lage                                    | Bild gesucht    | |
| Sophie Elisabeth zu Mecklenburg Q448131 | * 1613; † 1676 in Lüchow                                           | Durch Heirat Herzogin zu Braunschweig und Wolfenbüttel; komponierte barocke Singspiele, schrieb Gedichte, Dramen, Librettos + höf. Maskeraden                                    | 2013 Stahlskulptur                                           | Doppelporträt von Waldemar Nottbohm Doppelportrait in Stahl                                                                | Amtsgarten am Schloss Lüchow Lage                                    | Bild gesucht    | |
| Angela Merici Q236216 | * 1474 in Desenzano del Garda, Italien; † 1540 in Brescia, Italien | Gründerin der Compagnia di Sant'Orsola, woraus sich die Ursulinen entwickelten. Kathol. Heilige (Gedenktag 27. Januar)                                                           | Datierung unbekannt /Marmor                                  | KünstlerIn unbekannt | Park der Angelaschule Osnabrück Lage                                 | Bild gesucht BW | |
| Maria von Jever Q95239 | * 1500 in Jever; † 1575 in Jever                                   | Letzte Regentin der Herrschaft Jever aus dem Häuptlingsgeschlecht der Wiemkens: Jever bekam 1536 Stadtrecht, sie erbaute das Schloss Jever, förderte den Deichbau und den Handel | 1899 /Bronze                                                 | Harro Magnussen | Schloss Jever Lage                                                   |                 | |
| Klara von Sachsen-Lauenburg Q1744428 | * 1518 in Sachsen-Lauenburg; † 1576 in Barth                       | Erlangte Bekanntheit dank wirtschaftlichem Aufschwung, Unterweisung junger Frauen, Naturheil- und Kräuterkunde                                                                   | 2015 Bronze                                                  | Patric Rottenecker | Schloss Fallersleben Lage                                            |                 | |
| Christina (Schweden) Q52937 | * 1626 in Stockholm; † 1689 in Rom                                 | Erlangte Bekanntheit: Verbot von Hexenprozessen, förderte Kultur u. Universitäten                                                                                                | 1986 Bronze                                                  | Denkmal von Klaus Luckey                                                                                                   | Vor dem Christinenhaus in Zeven Lage                                 |                 | |
| Sophie von der Pfalz Q57224 | * 1630 in Den Haag, NL; † 1714 in Herrenhausen                     | Erlangte Bekanntheit durch Heirat Herzogin zu Braunschweig und Lüneburg und Kurfürstin von Braunschweig-Lüneburg                                                                 | 1690 Stein                                                   | Arnold Roßfeld | Herrenhäuser Gärten, Hannover Lage                                   |                 | Arnold Roßfeld stellt mit seiner Steinskulptur aus dem Jahr 1690 Sophie von Hannover auf einem Podest stehend dar. |
| Sophie von der Pfalz Q57224 | * 1630 in Den Haag, NL; † 1714 in Herrenhausen                     | Erlangte Bekanntheit durch Heirat Herzogin zu Braunschweig und Lüneburg und Kurfürstin von Braunschweig-Lüneburg                                                                 | 1876 Carrara-Marmor                                          | Friedrich Wilhelm Engelhard                                                                                                | Herrenhäuser Gärten, Hannover Lage                                   |                 | Friedrich Wilhelm Engelhard stellt mit seiner Marmorskulptur Sophie von Hannover in einem Sessel sitzend dar. |
| Elisabeth von Sachsen-Meiningen Q99931 | * 1681 in Meiningen; † 1766 in Bad Gandersheim                     | Erlangte Bekanntheit als Äbtissin des weltlichen Reichsstifts Gandersheim | 1748 Stein                                                   | Johann Caspar Käse | Abtei des Stiftes Gandersheim Lage                                   | Bild gesucht BW | |
| Caroline Mathilde von Hannover | * 1751; † 1775                                                     | Erlangte Bekanntheit als Ehefrau von Christian VII. 1766–1772 war sie Königin von Dänemark und Norwegen                                                                          | 1784 Crottendorfer Marmor                                    | Adam Friedrich Oeser | Französischer Garten Celle Lage                                      |                 | |
| Luise von Preußen Q156723 (Denkmal von Schadow in Berlin: Prinzessinnengruppe, darunter auch zahlreiche Repliken wie die in Hannover Q2110740)       | * 1776; † 1810 auf Schloss Hohenzierlitz                           | Tochter des späteren Herzogs von Mecklenburg-Strelitz Karl II., Doppelhochzeit 1793 der Prinzessinnen von Preußen                                                                | vergrößerte Nachbildung in Hannover 1910 pentelischer Marmor | (Original von Gottfried Schadow im Schinkel-Museum in Berlin: 1797), vergrößerte Nachbildung von Valentino Casal Q98111085 | Hohenzollernstraße am Rand der Eilenriede in Hannover Lage           |                 | Die Doppelhochzeit hatte auch symbolisch-politische Bedeutung: geschwisterliche Eintracht der Königin von Preußen und der ersten Königin von Hannover |
| Friederike von Hannover Q237990 (Denkmal von Schadow in Berlin: Prinzessinnengruppe, darunter auch zahlreiche Repliken wie die in Hannover Q2110740) | * 1778 in Hannover; † 1841 in Hannover                             | Tochter des späteren Herzogs von Mecklenburg-Strelitz Karl II., Doppelhochzeit 1793 der Prinzessinnen von Preußen                                                                | vergrößerte Nachbildung in Hannover 1910 pentelischer Marmor | vergrößerte Nachbildung von Valentino Casal Q98111085                                                                      | Hohenzollernstraße am Rand der Eilenriede in Hannover Lage           |                 | |
| Johanna Stegen Q97737 | * 1793 in Lüneburg; † 1842 in Berlin                               | Erlangte Bekanntheit als Heldenmädchen von Lüneburg | 1913 Stein / Bronze                                          | Karl Gundelach | Liebesgrund, Friedenspfad Lüneburg Lage                              |                 | |
| Charlotte Müller | * 1840; † 1935                                                     | Als älteste Straßenhändlerin der Welt ins Guinnessbuch der Rekorde eingetragen.                                                                                                  | 1937 Bronze                                                  | Katherine Hobsen-Kraus | Vor dem Bahnhof Göttingen Lage                                       |                 | |
| Marie Focken Rass | * 1846 auf Juist; † 1930 auf Juist                                 | War eine der letzten Badefrauen auf Juist. | überarbeitete Fassung 2013 Bronze                            | Karl-Ludwig Böke | Vor dem Standesamt auf Juist Lage                                    | Bildausschnitt  | |
| Helene Lange Q75209 | * 1848 in Oldenburg; † 1930 in Berlin                              | Politikerin, Pädagogin und Frauenrechtlerin | 1995 Bronze                                                  | Udo Reimann | Cäcilienplatz, Oldenburg Lage                                        |                 | |
| Margarete Flint | * 1861 in Steinkirchen; † 1952 in Stade                            | „Mudder Flint“ lebte mit ihren sechs Kindern in Armut und verkaufte Fisch. | 1986 Bronze                                                  | Frijo Müller-Belecke | Am Alten Hansehafen Stade Lage                                       |                 | |
| Charlotte Huhn | * 1865; † 1925                                                     | Opernsängerin der Stimmlage Alt | 2019 Bronze                                                  | Barbara Westphal | Vorplatz der Kulturbäckerei, Lüneburg Lage                           | Bild gesucht BW | |
| Agnes Miegel Q67013 | * 1879 in Königsberg; † 1964 in Bad Salzuflen                      | Die Dichterin widmete ihr Werk vor allem ihrer ostpreußischen Heimat. | 1994 Bronze                                                  | Ernst Hackländer | Kurpark Bad Nenndorf, ab 2015 im Garten des Agnes-Miegel-Hauses Lage |                 | |
| Peterke Janssen de Boer | * 1887 in Loquard; † 1956 in Emden                                 | „Peterke“ war Tagelöhnerin und Straßenfegerin | 1986 Bronze                                                  | Karl-Ludwig Böke | Große Straße in der Fußgängerzone, Emden Lage                        |                 | |
| Tant' Dientje nach Weerdine Kirchhoff | * 1889; † 1971 in Pogum                                            | Erinnert an das harte Leben der Fischerfrauen am Dollart. | 2000 Bronze                                                  | Uwe Hantke | Am Kleinen Hafentor, Ditzum Lage                                     |                 | |
| Wilhelmine Siefkes Q106427 (Statue der Romanfigur Q112945700) (Keerlke-Preis Q1454784)                                                               | * 1890 in Leer; † 1984 in Leer                                     | Die Schriftstellerin thematisierte in ihren Werken häufig die drängendsten Probleme von Kindern und Jugendlichen; der Keerlke-Preis ist nach einer ihrer Romanfiguren benannt.   | 1985 Bronze                                                  | Christian Eisbein | Hof des Rathauses in Leer Lage                                       |                 | |
| Neske Davids | * 1898 in Weener; † 1998 in Weener                                 | Noch mit 98 Jahren hielt sie Vorträge über das Leben der Hafenarbeiterinnen an den Küstenorten Ostfrieslands.                                                                    | 1990 Bronze                                                  | Karl-Ludwig Böke | Alter Hafen, Weener Lage                                             |                 | |
| Marie Olga Bähr | * 1908 in Horneburg; † 1994 in Nottensdorf                         | Hebamme | 2005 Bronze                                                  | Carsten Eggers | Kleine Anlage im Großen Sande, Horneburg Lage                        |                 | Die Skulptur von Carsten Eggers trägt den Titel Skuld (Schuld). Sie steht für eine Hebamme und eine „Totenfrau“, stellvertretend für die vielen engagierten Frauen. Der Künstler Carsten Eggers schuf sie aus Anlass des 750-jährigen Bestehens von Horneburg (2005). |
| Katharina Lütje | * 1898 in Dollern; † 1980 in Horneburg                             | Totenfrau | 2005 Bronze                                                  | Carsten Eggers | Kleine Anlage im Großen Sande, Horneburg Lage                        |                 | Die Skulptur von Carsten Eggers trägt den Titel Skuld (Schuld). Sie steht für eine Hebamme und eine „Totenfrau“, stellvertretend für die vielen engagierten Frauen. Der Künstler Carsten Eggers schuf sie aus Anlass des 750-jährigen Bestehens von Horneburg (2005). |
| Lale Andersen | * 1905 in Bremerhaven; † 1972 in Wien, beigesetzt auf Langeoog     | Sängerin und Schauspielerin | 2005 Bronze, Ziegelstein-brunen                              | Eva Recker | Langeoog Lage                                                        |                 | |
| Karoline Duhnsen | * 1906 in Lindhorst; † 2001 in Lindhorst                           | Marktfrau in „Oma Duhnsen“ | 1999 Bronze                                                  | Hans-Jürgen Zimmermann | Nordeingang der Markthalle Hannover Lage                             |                 | |
| Maria Wich | * 1913 in Mähren, Tschechien; † 2003 in Westerstede                | „Tante Mieze“ war ein Westersteder Original. | 2001 Bronze                                                  | Grete Heidemann | Peterstraße 21, Westerstede Lage                                     | Bild gesucht BW | |
| Lisel Aussen | * 1936 in Leer; † 1943 in Sobibor, Polen                           | Opfer des Nationalsozialismus | 2022 Gusseisen, Stein                                        | Gerhard Christmann und SchülerInnen                                                                                        | Liesel-Aussen-Platz, Leer Lage                                       | Bild gesucht BW | |
| Annegret Soltau Q566019 | * 1946 in Lüneburg                                                 | Collagekünstlerin der Body-Art | 2019 Bronze                                                  | Barbara Westphal | Vorplatz der Kulturbäckerei, Lüneburg Lage                           | Bild gesucht BW | |